# فورلی
شهر  فورلی (به ایتالیایی: Forlì) با جمعیت ۱۱۴٬۶۸۳ نفر  در ناحیه امیلیا-رومانیا در کشور ایتالیا واقع شده‌است.

## اقتصاد
فورلی یک مرکز صنعتی و کشاورزی پررونق است، تولیدکننده در درجه اول در ابریشم، ابریشم مصنوعی، لباس، ماشین آلات، فلزات، و لوازم خانگی متمرکز شده‌است.